# 文锋塔 (文星村)
文锋塔，位于中国广东省梅州市兴宁市宁新镇文星村，为梅州市兴宁市的一个市级文物保护单位，类型为古建筑，公布时间为1980年1月。
文锋塔的历史年代为清代。